# Sinupistis
Sinupistis là một chi bướm đêm thuộc họ Noctuidae.